# Pause (album)
Pour les articles homonymes, voir Pause.
Albums de Four Tet
Dialogue
(1999) Rounds
(2003)
Pause est le deuxième album du musicien britannique de musique électronique Four Tet. Il est sorti au Royaume-Uni le 28 mai 2001 en format CD, sur le label Domino Records (catalogue : WIGCD94).
Il a été écrit et produit entre le printemps et l'été 2000, et masterisé à The Exchange.

## Pistes
| 1.    | Glue of the World                       | 5:02 |
| 2.    | Twenty Three                            | 3:34 |
| 3.    | Harmony One                             | 1:41 |
| 4.    | Parks                                   | 6:03 |
| 5.    | Leila Came Round and We Watched a Video | 1:39 |
| 6.    | Untangle                                | 4:36 |
| 7.    | Everything Is Alright                   | 2:31 |
| 8.    | No More Mosquitoes                      | 3:39 |
| 9.    | Tangle                                  | 3:44 |
| 10.   | You Could Ruin My Day                   | 7:03 |
| 11.   | Hilarious Movie of the 90's             | 3:29 |
| 43:08 |                                         |      |